# Binz
Binz, Ostseebad (pol. Kąpielisko nadbałtyckie) – gmina w północno-wschodnich Niemczech, w kraju związkowym Meklemburgia-Pomorze Przednie, w powiecie Vorpommern-Rügen, na wyspie Rugia. Około 5,4 tys. mieszkańców.
W Binz znajduje się stacja kolejowa Ostseebad Binz.

## Toponimia
Nazwa, zapisana po raz pierwszy w 1318 roku w formie Byntze, pochodzi ze staro-wysoko-niemieckiego binuz „sit”. W języku polskim stosowana bywa forma Bińce.

## Współpraca
Miejscowości partnerskie:
- Białogard, Polska
- Cuxhaven, Dolna Saksonia